# Gerardo Conde Roa
Gerardo Jesús Conde Roa (Padrón, La Coruña, 28 de septiembre de 1959) es un expolítico, abogado y promotor urbanístico español. Fue alcalde de Santiago de Compostela desde el 11 de junio de 2011 hasta el 17 de abril del 2012.
Fue candidato del Partido Popular a la alcaldía de Santiago de Compostela en las elecciones municipales de 1987, 2007 y 2011, año en el que la candidatura que encabezaba consiguió la victoria por mayoría absoluta. En las elecciones generales de 2008 fue elegido diputado por la provincia de La Coruña, aunque abandonó su escaño el 9 de septiembre de 2010.

## Biografía
Licenciado en Derecho, fue concejal del ayuntamiento de Santiago de Compostela entre 1983 y 1991, diputado en el Parlamento de Galicia entre 1987 y 2000 y miembro del Consejo de Administración de Radio Televisión Española (RTVE). Desde 2008 hasta 2010 compaginó su condición de diputado del Congreso en Madrid con la portavocía del Grupo Municipal Popular del ayuntamiento de Santiago de Compostela y la presidencia del partido en esa misma ciudad desde el 10 de julio de 2008.
En el año 1987 también fue candidato a la alcaldía de esta ciudad. El 18 de marzo de aquel año el comité electoral provincial de Alianza Popular (AP) confirmaba a Gerardo Conde Roa como su candidato a la alcaldía de Santiago. Los comicios se celebraban el miércoles 10 de junio y daban la mayoría al Partido Socialista de Galicia (PSdeG), liderado entonces por Xerardo Estévez, que ya había formado gobierno en 1983 con el respaldo del Partido Demócrata Liberal (PDL). Los socialistas ocuparon el sillón del pazo de Raxoi con 13 concejales y el respaldo de 14.887 compostelanos. Mientras AP, con Conde Roa al frente, se consolidaba como la principal fuerza de la oposición, con 10 ediles y 11.644 votos. 
En las Elecciones municipales españolas de 2007, volvió a presentarse como candidato del PP a la alcaldía de Santiago de Compostela; consiguió mayoría de votos pero no llegó a ser alcalde al formar coalición de gobierno el PSOE y el Bloque Nacionalista Gallego (BNG), repitiendo en el cargo el socialista Xosé Antonio Sánchez Bugallo.
Resultados de las candidaturas encabezadas por Gerardo Conde Roa en elecciones municipales
- Año 1987: 11.644 votos (30,78%), 10 concejales.
- Año 2007: 18.664 votos (39,01%), 11 concejales.
- Año 2011: 20.787 votos (43,27%), 13 concejales.

Ha sido el representante del Grupo Municipal del Partido Popular de Santiago de Compostela en el Consejo Asesor de Condecoraciones, Comité de Dirección del Plan Estratégico, Consejo Económico y Social, Comisión Asesora del Casco Histórico, Comisión de Hacienda, presidencia y régimen interior, Comisión de Urbanismo, Comisión Especial de la revisión del PGOU, Consejo Gallego de la Capitalidad, y Consejo de Emuvissa.
Desde su escaño en el Congreso de los Diputados de Madrid tuvo los siguientes cometidos: vocal de la Comisión de Asuntos Exteriores, vocal de la Comisión de Interior, vocal de la Comisión de la Cooperación Internacional para el Desarrollo y Portavoz de la Comisión Mixta de Control Parlamentario de la Corporación RTVE y sus Sociedades.
El 10 de julio de 2008 fue elegido Presidente del Partido Popular de Santiago de Compostela.
En las elecciones municipales del 22 de mayo de 2011, su lista se alzó con la mayoría absoluta en el consistorio compostelano con 13 concejales, frente a 9 del PSdeG-PSOE y 3 del BNG.
Dimitió de su cargo en abril de 2012 debido a la imputación en un delito por fraude fiscal, por el cual fue condenado en octubre de 2013.